# 機場快綫 (港鐵)

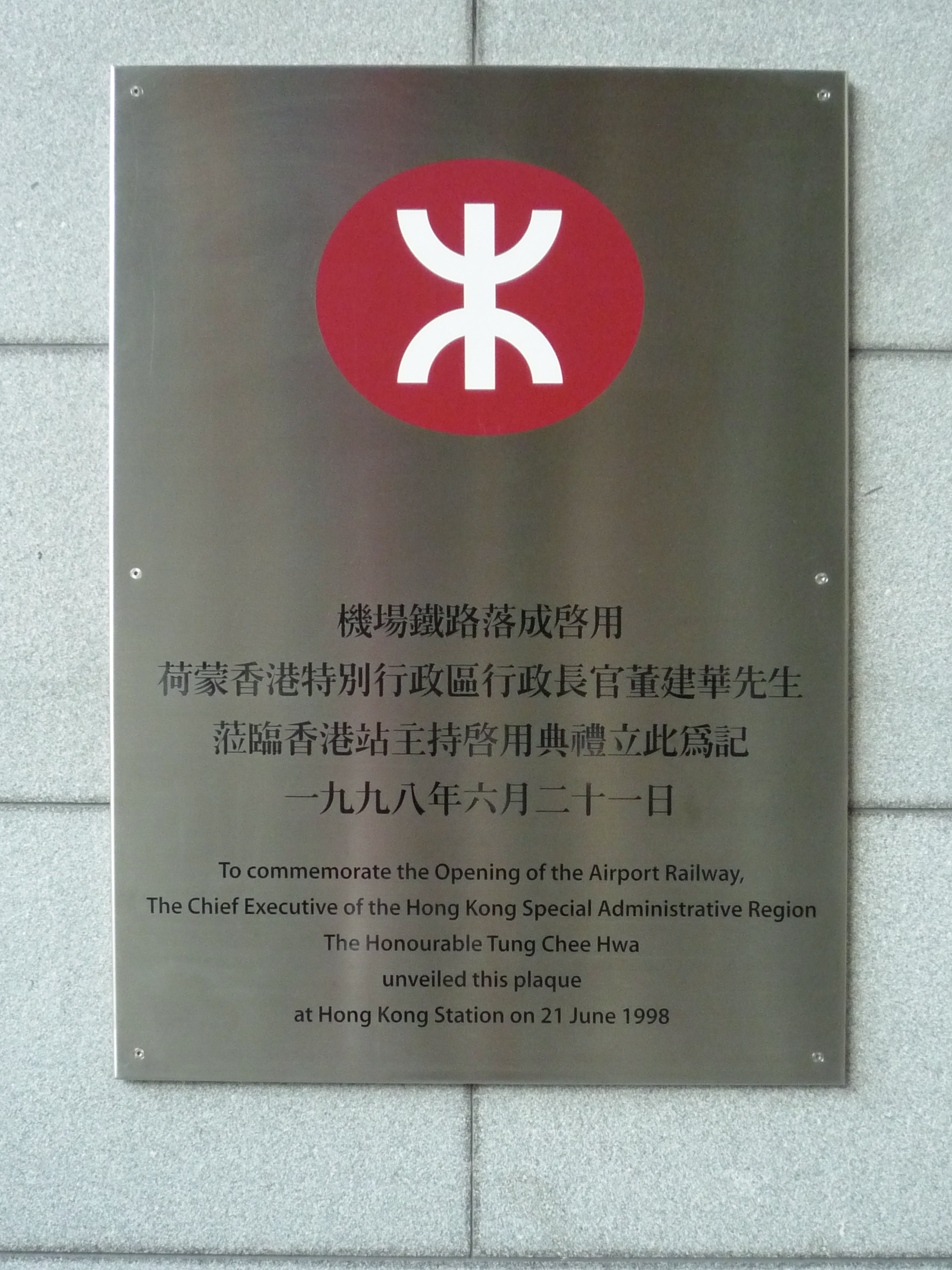
機場鐵路落成啟用紀念牌

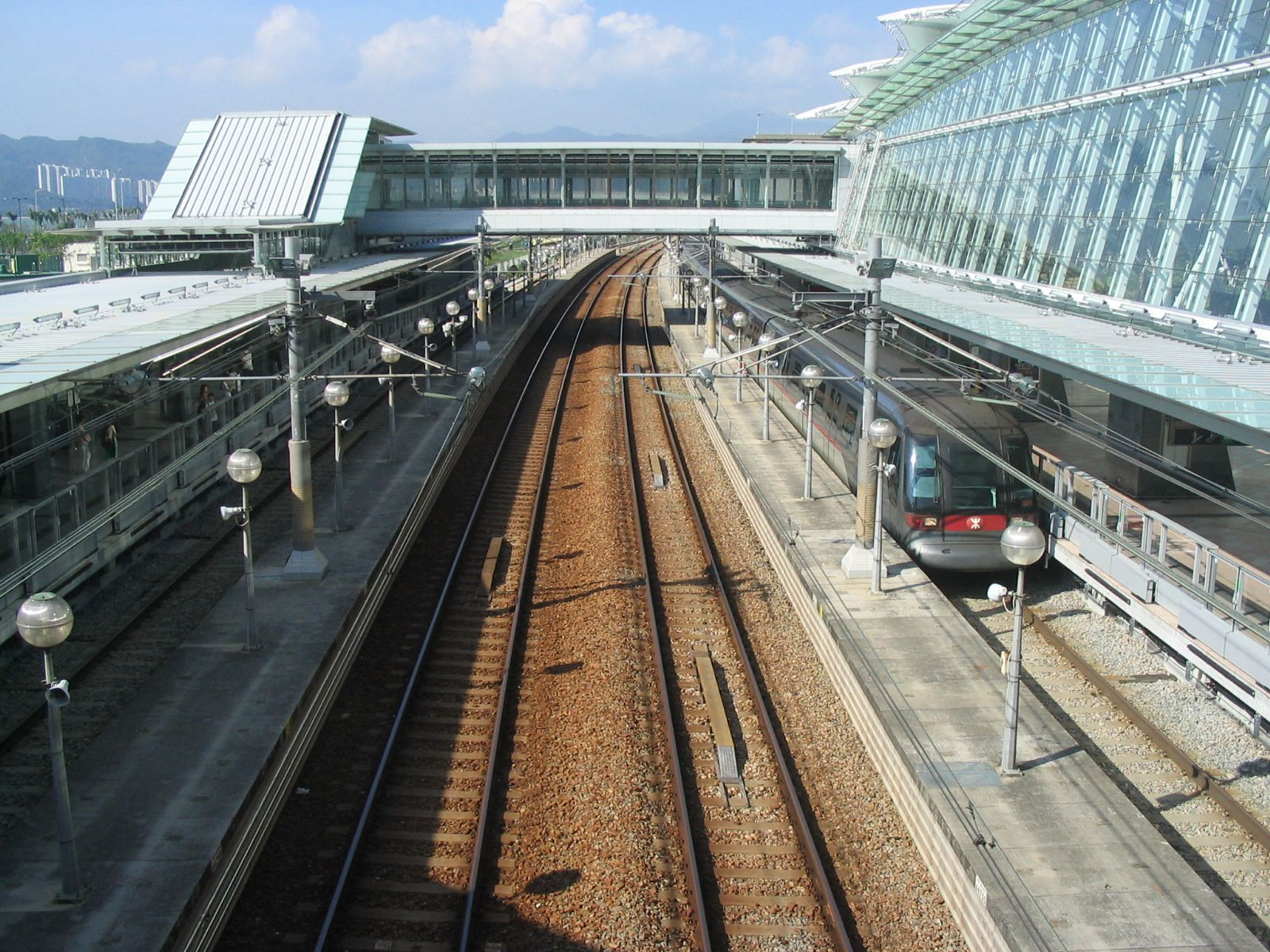
機場快綫列車不停靠欣澳站，直接於中央兩條獨立軌道通過，旁邊為東涌綫列車

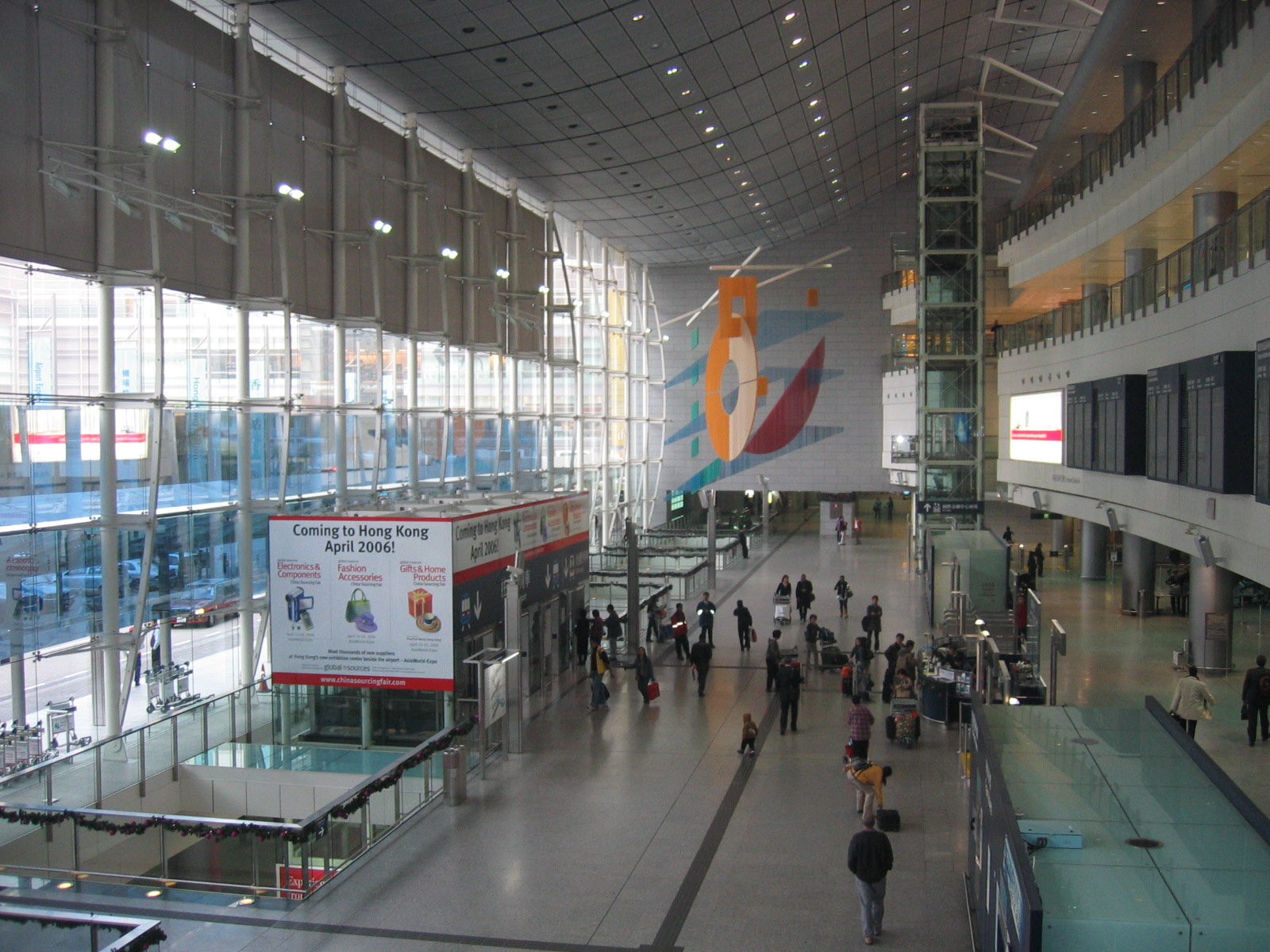
機場快綫香港站預辦登機大廳

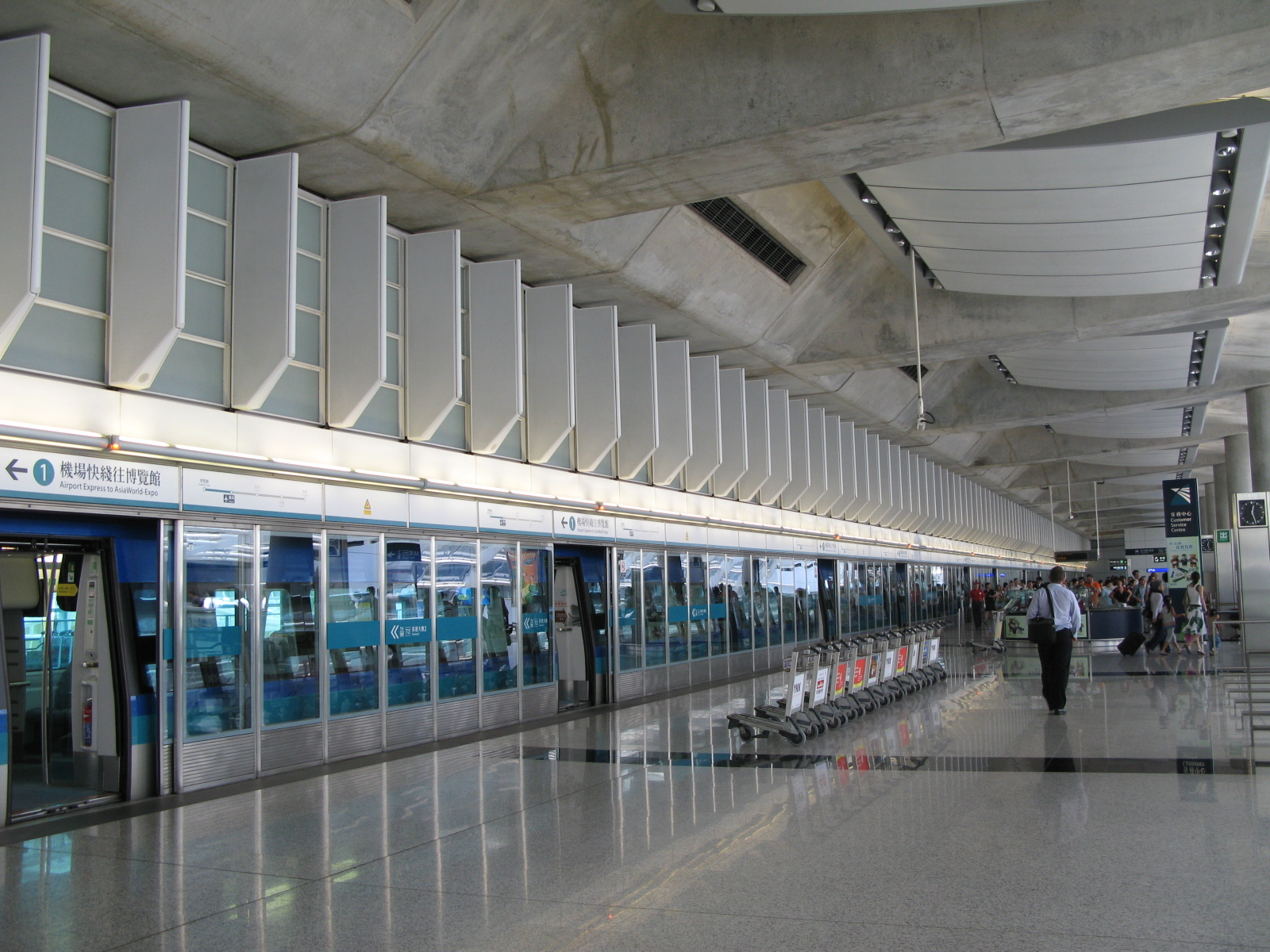
機場快綫機場站

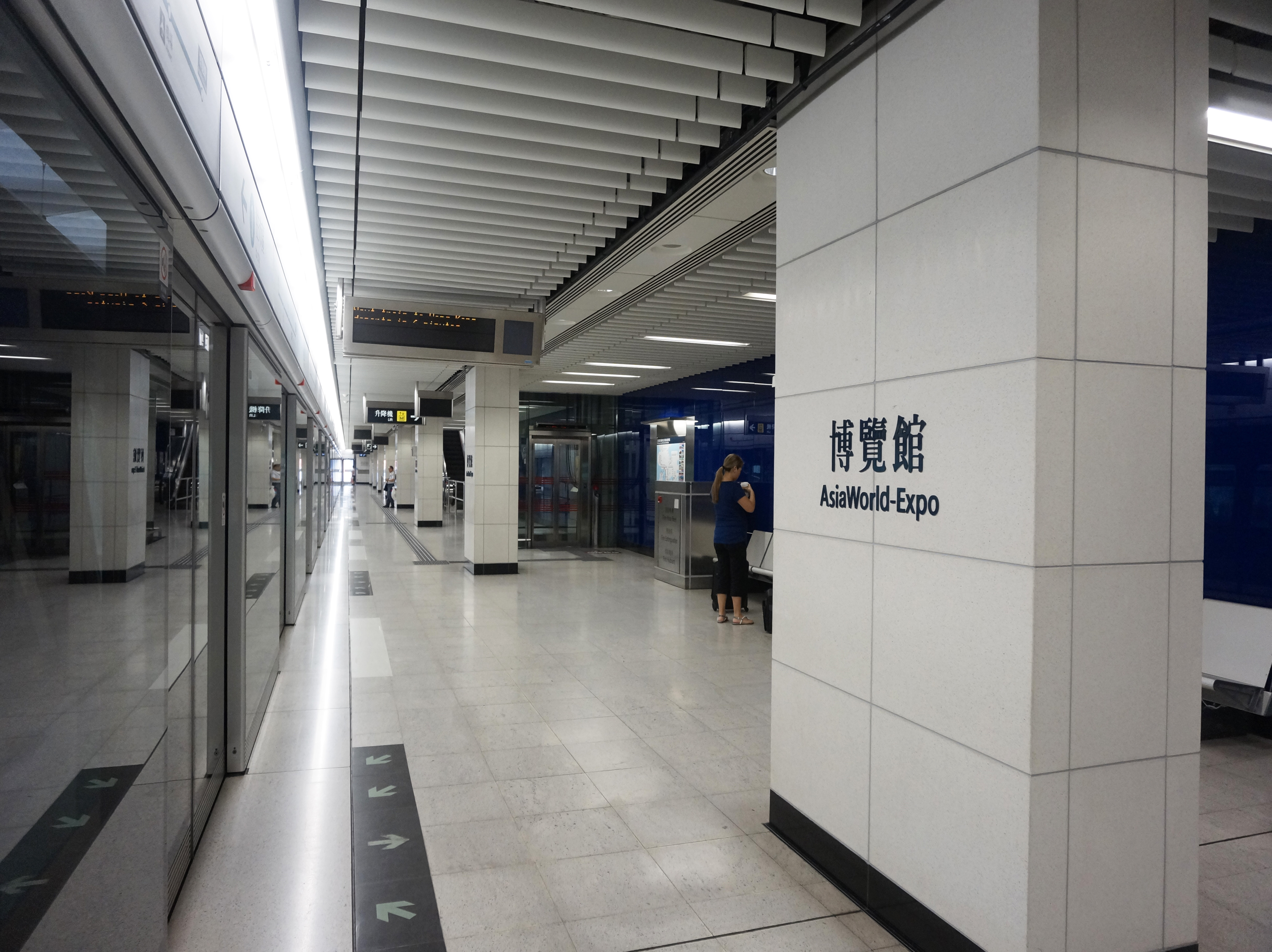
機場快綫的終點-博覽館站

機場快綫（英語：Airport Express，簡稱機鐵，通車前計劃名稱為飛翔快綫）是港鐵營運的鐵路綫之一，屬機場鐵路的一部份，模式上屬機場聯絡軌道系統。連接新界離島區赤鱲角的香港國際機場、亞洲國際博覽館及位於中西區中環的香港站，全長約35.3公里，共設有5個站。全程（香港站前往博覽館站）約27分鐘，而香港站前往機場約24分鐘。此綫於1998年7月6日隨著興建於赤鱲角的香港國際機場正式啟用同時通車。由於這路綫連接了香港國際機場，並以特快形式運行，故得此名。

## 概要

### 機場鐵路
機場鐵路項目是香港機場核心計劃之一，為香港國際機場及後勤區（即北大嶼山新市鎮）興建連接九龍及香港島的快速鐵路。項目共建造成兩條路綫，即此線及東涌綫。部分路段由兩條綫共用兩條來回方向的路軌，其他路段則共有四條路軌。

### 機場快綫
機場快綫是連接香港國際機場及港島中環的快速機場聯絡軌道系統，耗資351億港元興建，全長35.3公里，旅客由香港國際機場前往中環市中心約需24分鐘。
機場快綫於1998年7月6日隨全新的香港國際機場啟用而通車，路綫由香港站開始，經過西區沉管隧道、西九龍填海區及青衣島，連接到位於離島區的香港國際機場，最後以博覽館站為總站，是香港現時唯一連接機場至市區的鐵路綫。自從博覽館站於2005年12月20日啟用後，機場快綫便增至5個車站，其中3個市區車站皆可轉乘其他港鐵路綫，香港站及九龍站為地底車站，青衣站及機場站為架空車站，而博覽館站為地面車站，全數為側式月台。香港站及九龍站更設有市區預辦登機服務，亦曾經設有機場快綫穿梭巴士服務。機場快綫在路綫圖中以藍綠色代表。
此外，機場快綫也是參選者及參展商前往亞洲國際博覽館的其中一個途徑。由機場站前往博覽館站只需1.5分鐘；由博覽館站前往市區約需28分鐘。
機場快綫通車至2003年為10分鐘一班，2003年因SARS爆發，班次減至15分鐘一班，在疫症過後沒有恢復原有班次，後期才加密至12分鐘一班，因應乘客增長，由2012年1月15日起，加密至最初的10分鐘一班。
2020年4月10日起，因應2019冠狀病毒病疫情導致旅客客量大幅暴跌，由市區方向繁忙時間班次再次減至15分鐘一班；非繁忙時間班次更進一步再減至30分鐘一班。
2022年8月1日起，因應海外逐漸恢復航班升降及香港撤銷航班「熔斷機制」，班次加密至15分鐘一班。因應乘客增長，由2023年7月5日起，加密至10分鐘一班。
值得留意的是，基於其運作旨在連接市區、機場和博覽館，往機場／博覽館的列車在九龍站和青衣站只准上客，在星期一至六（公眾假期除外）早上7時至10時以外的時段，往市區的列車在該兩站只供落客。來往香港至青衣段的乘客請乘搭東涌綫。

## 特色
跟港鐵其他營運的路綫不同，機場快綫的定位並非通勤鐵路綫（但與作為通勤路線東涌綫共用部分路軌）。其主要作用是運載乘客快速往返市區與機場及亞洲國際博覽館，加上政府規定機場快綫之經營須自負盈虧而不得從其他路綫收入補貼，因此其收費系統與其他港鐵路線分開，車資亦較為昂貴；而大部分的港鐵優惠亦不適用於機場快綫，乘客亦不能直接使用二維碼或信用卡乘搭機場快綫。
每逢公眾假期，機場快綫與迪士尼綫一樣，不會跟隨其他路綫加強班次及提供通宵列車服務。
乘搭機場快綫的旅客，可選擇於香港站或九龍站先行辦理登機並行李寄艙手續，而無需於機場再次辦理（青衣站則沒有類似安排）。市區預辦登機手續乃是全球首創，其後亦有其他地區仿效上述安排。而機場快綫於香港站至九龍站、青衣站經欣澳站至近小蠔灣車廠的一段與東涌綫列車共用部份路段，但當列車駛進車站時，會使用各自的月台。
在車站設計上，機場快綫沿途各站的主題色彩也沒有跟隨當時其他地鐵站以七彩顏色區分。根據現任港鐵總建築師 Andrew Mead 指出，原因是此路綫可以看待成機場的延伸，從離島區的大嶼山連接到市區，無論在綫上任何一站都感覺身處機場裏，所以均以灰色為主調。香港機場的建築師霍朗明（Norman Foster），曾於1980年代負責設計中環的香港滙豐總行大廈，他大部份作品個人喜好採用灰色調（又被稱為 Foster Grey），亦解釋了為何這種顏色會得到採納。
值得一提的是機場快綫的收費模式與其他港鐵路綫不同，成人（包括合資格殘疾人士或學生，以及65歲或以上長者）均需購買「成人票」，3-11歲小童則可購買「小童票」，車費為成人票的半價；車票亦須在機場快綫售票機購買。（港鐵的合資格殘疾人士或學生優惠；學生優惠亦不適用於東鐵綫頭等額外費、港鐵接駁巴士、以及往返羅湖及落馬洲站全程車程。）
機場站不設任何出入閘機，以方便旅客在機場站下車後，直接前往機場離境大堂，車費在市區車站或辦理預辦登機手續時支付；而由入境大堂亦可直接登上機場快綫列車前往市區，在市區車站才需繳付車費。旅客亦可在機場站內設有的售票機，購票繳付車費，免除在市區補票的繁瑣。所有車站月台均為側式月台，兩個月台於收費區無法相連，以便配合收費模式。
至於往來博覽館站，則與一般乘搭港鐵的方式大同小異（因博覽館站設有閘機），由市區車站入閘的乘客，由於已在市區車站支付全費，到達博覽館站出閘將不會再扣除車費，不過由於機場站並沒有閘機，由機場站往博覽館站的乘客則需在博覽館站出閘時支付車費。而由博覽館站入閘的乘客會先扣除往來機場站的車費，若乘客於市區下車，在出閘時會先回贈原先博覽館站至機場站的車費才扣除博覽館站至市區車站的車費。
配合亞洲國際博覽館於2005年12月21日啟用，機場快綫由2005年12月20日起延長至當日啟用的博覽館站，提供亞洲國際博覽館通勤市區的角色。當亞洲國際博覽館有大型演唱會或大型展覽舉行，引致大量人流時，港鐵或會安排東涌綫列車於博覽館站載客疏導，或在節目開始前由香港站開往博覽館站，期間所有行走機場快綫的東涌綫列車均只會開啟部分車門。
機場快綫的車廂廣播與其他路綫稍有不同，除車廂廣播的語言次序有所不同外，關門提示聲也沒有「請勿靠近車門」廣播，只有「嘟嘟」提示聲，直至港鐵公司於2014年12月22至23日對該路綫實施統一開關門提示聲計劃為止。
因應機場快綫的主要用途以及路軌大多為露天段，若因颱風吹襲而導致香港天文台需要懸掛九號烈風或暴風風力增強信號，甚至十號颶風信號，機場快綫會全面暫停服務。

## 車費
| 往來車站 | 八達通 （單程／即日來回）      | 智能／二維碼車票 （單程／即日來回） | 來回票（30日有效） （博覽館站不適用） （只設成人車費） | 八達通 （即日來回博覽館特別車費） | 團體票 （博覽館站不適用）                       | 機場員工優惠 （只設成人車費） |
| --- | ------------------------------ | ----------------------------------- | ------------------------------------------------------ | --------------------------------- | ----------------------------------------------- | ----------------------------- |
| 青衣／九龍→香港 （機場快綫早晨專綫服務限定，只提供單程車費） （只適用於星期一至六（公眾假期除外）早上07:00-10:00入閘） | HK$25                          | 不適用                              | 不適用                                                 | 不適用                            | 不適用                                          | 不適用                        |
| 香港－機場／博覽館 | HK$120（成人） HK$60（小童）   | HK$130（成人） HK$65（小童）        | HK$215                                                 | HK$85（成人） HK$42.5（小童）     | HK$170（2人行） HK$230（3人行） HK$280（4人行） | HK$47                         |
| 九龍－機場／博覽館 | HK$105（成人） HK$52.5（小童） | HK$115（成人） HK$57.5（小童）      | HK$195                                                 | HK$78（成人） HK$39（小童）       | HK$150（2人行） HK$210（3人行） HK$250（4人行） | HK$41.8                       |
| 青衣－機場／博覽館 | HK$73（成人） HK$36.5（小童）  | HK$80（成人） HK$40（小童）         | HK$130                                                 | HK$53（成人） HK$26.5（小童）     | HK$100（2人行） HK$140（3人行） HK$170（4人行） | HK$28.3                       |
| 機場－博覽館 （只提供單程車費）                                                                                        | HK$6.5（成人） HK$3.2（小童）  | HK$7（成人） HK$3.5（小童）         | 不適用                                                 | 不適用                            | 不適用                                          | HK$6.5                        |

- 3歲以下幼童免費

## 歷史
1989年10月，當時的香港總督衛奕信決定於大嶼山的赤鱲角興建新機場及多項配套工程，其中包括機場鐵路，組成香港機場核心計劃，以取代位於九龍已經飽和的啟德機場。當時政府邀請當時地鐵公司負責興建大嶼山機場鐵路，以連接新機場至市區。但是因為當時中華人民共和國政府對香港機場核心計劃的造價（尤其是機場鐵路）與英國政府出現嚴重分歧，英方要作出多項讓步後（包括機場鐵路由原來的四軌設計更改為雙軌設計）才能達成協議。最終機場鐵路成為兩條地鐵路綫，分別是東涌綫和機場快綫。
港府在1989年邀請地鐵公司和九鐵公司提交機場鐵路發展意向書，兩鐵均表明有意營運，但九鐵則對機鐵的客量有保留。最終九鐵以財政成本過高放棄競投，行政局亦在同年12月委託地鐵公司進行機鐵可行性研究，原因是地鐵方案較能準時完工。
1994年11月，在英方作出多項讓步後，中英雙方終就相關財務安排達成協議，並獲立法局批准撥款注資，地下鐵路公司遂陸續批出興建工程合約。
1996年6月6日，醉酒灣工程地盤有工作台出現凹陷，載有四個工人的工作台從25米高處塌下，兩名工人走避不及，造成6人死亡。調查懷疑涉及人為疏忽。
機場快綫於1998年7月6日連同新香港國際機場一併啟用，通車初期設有6卡載客車卡和1卡行李車卡，票價由香港、九龍及青衣前往機場站的票價分別為100元、90元及60元，之後提供七折優惠，至2001年7月恢復正價。
2005年年底，因應博覽館站啟用，改為7卡載客車卡和1卡行李車卡。同年12月20日，位於機場東北面的亞洲國際博覽館啟用，地鐵機場快綫亦於當日伸延至新建的博覽館站，該站位於赤鱲角北面，原本為機場快綫的調頭月台，因亞洲國際博覽館工程而進行改建。
2017年5月26日，港鐵19年來首次建議調整機場快綫票價，成人八達通往返市區車站及機場或博覽館站，單程票價上調5至10元；成人單程票上調10至15元；成人來回票上調10至25元，新收費於6月18日生效。
2019年反修例運動期間，機場快綫列車服務曾多次調整，甚至一度停駛。為方便有較多時間修復被破壞的車站，港鐵決定提早結束港鐵各綫、輕鐵及港鐵巴士的服務時間，但機場快綫並不受影響（為配合機管局的客運大樓進出管制安排，在港鐵結束服務時間後，只提供往來香港及機場站服務，中途不停站，只供機場及其店鋪員工或即將於24小時內起飛航班之旅客乘坐）。
2019年11月28日，因應香港國際機場二號客運大樓暫時關閉以進行擴建工程，列車抵達機場站的廣播有所改變，前往兩個客運大樓的方向標籤也被移除，所有從青衣站抵達機場站的列車均只會打開左邊車門。
2020年4月10日，因應COVID-19疫情，機場快綫列車在平日繁忙時間的班次，維持每15分鐘一班車，非繁忙時間則調整至每30分鐘一班車。
2022年8月1日，因應政府暫緩個別航班熔斷機制，以及亞洲國際博覽館陸續恢復舉行大型活動，機場快綫所有時段列車服務加強至每15分鐘一班車，以方便市民及工作人員往來機場及亞洲國際博覽館。
2023年7月5日起回復至每10分鐘一班車。
2025年6月22日，機場快綫票價調整，平均加幅9.4%。由港鐵香港站到機場或博覽館站，成人八達通票價由110元上調至120元，在九龍或青衣站上車票價分別加5元和8元，成人單程票則加10至15元。

### 年表
- 1989年10月11日：香港政府公佈香港機場核心計劃。
- 1991年9月3日：中英雙方簽署《關於香港新機場建設及有關問題的諒解備忘錄》。
- 1994年11月：機場鐵路開工。
- 1998年6月22日：東涌綫通車。
- 1998年7月6日：機場快綫通車，當時設有香港站、九龍站、青衣站和機場站，設有6卡載客車卡和1卡行李卡作預辦登機服務。
- 2005年12月20日：博覽館站啟用，加至7卡載客車卡和1卡行李卡。
- 2007年12月2日：兩鐵合併，由港鐵營運。
- 2018年9月23日：廣深港高速鐵路香港段通車，九龍站可步行至香港西九龍站轉乘。

## 路綫資料
- 站數：5個（不包括通過站）
- 通過站：4個
- 總數：9個
- 軌距：1,432毫米
- 雙綫區間：全綫
  - 九龍站-青衣站一段為四綫，與東涌綫平行，機場快綫使用內側二綫
- 電化區間：全綫（直流1,500V）
- 閉塞方式：駕駛運作及維護輔助系統（SACEM）
- 列車行駛速度：最高每小時140公里

### 服務詳情
- 清晨至午夜前：9-11分鐘一班
- 午夜時段：12分鐘一班

乘客可以透過iOS或Android應用程式「MTR Mobile」或使用經「data.gov.hk」授權的應用程式查閱機場快綫未來四班抵站列車的到達時間，亦可以在港鐵網站查閱詳細時間表。
除早晨專綫服務外，機場快綫一般情況下不開放中途站上下車。例如無法使用機場快綫從香港或九龍站入閘，中途在九龍或青衣站出閘。

## 使用狀況
由於機場快綫車費高昂，過往較少本地居民會以此路綫來往機場和市區及新市鎮，車站月台甚至車廂多顯冷清。後來隨著香港經濟暢旺，本地居民外遊意欲增加，連同外地遊客帶動本綫客量上升，甚至有時會出現車廂滿座的情況。與此同時亦有重視時間的本地居民開始利用本綫的「早晨專綫」服務取代路綫近乎平行，較便宜但較慢和拥擠的東涌綫用作往返市區通勤。而亞洲國際博覽館不定期舉辦的活動也為本綫帶來客量。唯2020年起嚴重特殊傳染性肺炎疫情影響全球航空業的同時，各國開始實行邊境措施，本港市民旅行的意欲因而大減；加上本港疫情亦連帶影響亞洲國際博覽館的使用率，機場快綫的客量自2020年3月起迅速大幅暴跌，直至2023年初疫情完結後才有所恢復。
根據港鐵向香港立法會提交的文件披露，機場快綫最繁忙時段載客率在2014年和2015年分別為61%及47%（以車廂每平方米站立4人計算），最繁忙路段在青衣站至機場站之間。
| 年份   | 全年乘客人次 | 日均乘客人次 |
| ------ | ------------ | ------------ |
| 2005年 | 8,493,000    | 23,268       |
| 2006年 | 9,576,000    | 26,236       |
| 2007年 | 10,175,000   | 27,877       |
| 2008年 | 10,601,000   | 28,964       |
| 2009年 | 9,869,000    | 27,038       |
| 2010年 | 11,145,000   | 30,534       |
| 2011年 | 11,799,000   | 32,326       |
| 2012年 | 12,695,000   | 34,686       |
| 2013年 | 13,665,000   | 37,438       |
| 2014年 | 14,881,000   | 40,770       |
| 2015年 | 15,725,000   | 43,082       |
| 2016年 | 16,133,000   | 44,079       |

根據港鐵向香港立法會提交的經營資料，機場快綫自開業以來一直虧損。然而自2015年起由於乘客量增加，稅前息前利潤已錄得盈餘，以下節錄部份主要營運數字：
| 年份   | 總收入(百萬港元) | 營運成本(百萬港元) | 折舊(百萬港元) | 稅前息前利潤(百萬港元) | 往返機場市場佔有率 |
| ------ | ---------------- | ------------------ | -------------- | ---------------------- | ------------------ |
| 2012年 | 930              | (560)              | (500)          | -130                   | 21.8%              |
| 2013年 | 990              | (590)              | (490)          | -90                    | 22.0%              |
| 2014年 | 1,080            | (620)              | (470)          | -10                    | 22.3%              |
| 2015年 | 1,110            | (640)              | (470)          | 0                      | 21.5%              |
| 2016年 | 1,170            | (650)              | (480)          | 40                     | 21.4%              |

## 特別服務

### 早晨專綫服務
一般乘客亦可在星期一至六（公共假期除外）早上7時至10時使用機場快綫單向由青衣站或九龍站往香港站，只需在青衣站或九龍站的客務中心（位於2號從機場抵站列車月台旁）以現金購買價值港幣20元的車票，便可享用「機場快綫早晨專綫服務」。
此項早晨專綫服務已於2016年11月14日起可容許在優惠時段内直接使用八達通於專用閘機出入閘，使用早晨專綫服務的乘客，不能以同一張八達通享用機場快綫免費穿梭巴士服務及即日來回機場／博覽館回程優惠，亦不可與其他港鐵轉乘優惠（包括港鐵接駁服務；「泊車轉乘」除外）同時使用。
此項早晨專綫服務已於2017年5月2日起全面改用八達通於專用閘機出入閘，不設早晨專綫服務車票發售。
2024年8月26日首次加價，車費加至25元。

### 免費市區預辦登機服務
機場快綫乘客可於登機前一日至航班起飛前90分鐘之任何時間，前往香港站或九龍站使用指定航空公司提供的市區預辦登機服務櫃位預先辦領登機證以及付運行李。乘客需使用八達通或機場快綫車票進入市區預辦登機區域，車費將於進入預辦登機區域時被預先扣除，而進入月台時將不會再次被扣除（如於博覽館站出閘，會被扣除機場站與博覽館站之間的正價車費），預辦登機服務不適用於其他機場快綫優惠（港鐵接駁服務除外，但其優惠只適用於往預辦登機服務的前一程港鐵車程）。如曾使用預辦登機服務的八達通及後被用於其他車程，則該等車程須獨立收費，及該等車程不可與即日來回機場／博覽館回程優惠同時使用。
由2020年4月10日起，免費市區預辦登機服務暫停。2023年7月5日起，於香港站有限度恢復國泰航空市區預辦登機服務。
自2024年2月8日起，機場快綫香港站市區預辦登機服務時間延長至晚上11時（只限國泰航空乘客），亦新設四個自助行李託運櫃檯。

### 港鐵接駁服務
2000年起，利用八達通乘坐機場快綫的乘客，可享有出閘後一小時內在指定車站免費互轉港島綫、荃灣綫、觀塘綫、將軍澳綫、東涌綫及迪士尼綫的優惠，於2008年9月28日，更擴展至屯馬綫及東鐵綫普通等（包括羅湖站及落馬洲站）；2016年11月起，由港鐵轉乘機場快綫，免費優惠改為只適用於機場快綫車費與港鐵車程車費之較低者，此等車程為合資格車程。如包括即日回程優惠在內，合資格車程適用於機場快綫單程正價車費之折半與港鐵車程車費之較低者，如果其已扣取的機場快綫合資格車程車費低於港鐵車程車費（主要為由青衣往來羅湖／落馬洲），則兩者的差價會從港鐵八達通收費器收取。2016年12月28日，優惠擴展至南港島綫。
港鐵車程計算由港鐵特惠站、全月通加強版連接車程75折或其他交通工具（包括輕鐵／港鐵巴士／港鐵接駁巴士）轉乘港鐵後的折實車費（包括「即日第二程車費九折」／「3%車費回贈優惠」），乘客如於30分鐘內在尖沙咀站及尖東站轉綫，則同時計算該兩站的車費，但不計算東鐵綫頭等額外費。經計算港鐵接駁服務優惠的合資格車程，不可再與其他港鐵轉乘優惠（包括轉乘輕鐵、港鐵巴士（新界西北）及港鐵接駁巴士優惠）共用。另外，乘客如使用市區預辦登機服務，則只有於往預辦登機服務的前一程港鐵車程為合資格車程。

### 其他免費服務
機場快綫亦提供一些免費服務，包括：
- 港鐵員工可享無限次免費乘車優惠，而昂坪360員工(包括員工家屬（以每名計算）)以及港鐵員工家屬（以每名計算）每年有十次（由每年1月1日起重新計算）來回免費乘車優惠[來源請求]。
- 行李搬運員會在機場站、青衣站、九龍站及香港站內，免費協助機場快綫乘客處理行李。
- 乘客可以於每月5日起於機場快綫各車站索取免費的財經及投資雜誌《指標》（Benchmark）月刊。
- 香港站1號月台收費區內，設有手提電話自助充電器。
- 機場快綫列車內第1及7卡（機場／博覽館方向）及第2及8卡（市區方向），設有USB自助充電器，供手提電話、手提／平板電腦充電。
- 列車內免費Wi-Fi服務

## 特別優惠

### 即日來回優惠
機場快綫即日來回市區及機場站（不適用於博覽館站），可享免費回程優惠，適用於使用同一張八達通或即日來回票。如前往機場站的一程因此優惠而免費，乘客則不能享用由港鐵轉乘機場快綫的接駁服務；如再前往博覽館站，除非享有該站特別車費優惠，否則須繳付由機場站前往該站的正價車費。
而即日往返市區與博覽館站的乘客，使用同一張八達通由市區前往亞洲國際博覽館，並在博覽館站出閘後最少1.5小時（2010年11月9日至11月29日舉行的「智慧的長河：電子動態版《清明上河圖》」展覽期間，館內逗留限制則改為1小時，於該次展覽後，全面改為1小時）後由博覽館站入閘返回市區，即可享有特別車費優惠，多收的車費會於回程出閘時自動退回八達通內（未能符合有關要求的乘客須支付兩程該站單程車程車費）。往／返博覽館站（不適用於機場站）的優惠車費如下（若乘客回程時終點站與起點站有別，車費將以兩個車程的平均票價計算。）：
- 香港站：HK$85（成人）／HK$42.5（小童）
- 九龍站：HK$78（成人）／HK$39（小童）
- 青衣站：HK$52（成人）／HK$26.5（小童）

享有此特別車費優惠的乘客，如欲同時享用港鐵接駁服務，合資格車程將以機場站即日來回車費之折半與港鐵車程車費之較低者計算，該數值與特惠車費的差額（如有）會從八達通收費器收取。

### 機場員工優惠
- 機場快綫設有優惠車費給予指定公司或機構的機場員工乘搭來往市區與機場，乘客必須使用機場員工八達通才可享用優惠車費。往／返機場及博覽館站的優惠車費如下（2024年6月30日生效）：
  1. 香港站：$47
  2. 九龍站：$41.8
  3. 青衣站：$28.3
- 使用員工車費乘搭機場快綫並無即日回程優惠，另外享用免費港鐵接駁服務，合資格車程將以單程正價車費之折半與港鐵車程車費之較低者計算，該數值與員工車費的差額（如有）會從八達通收費器收取。與一般八達通正價車費不同，此員工車費亦會跟隨可加可減機制作調整，故使用員工車費的乘客亦可享用「即日第二程九折優惠」／「3%車費回贈優惠」。

### 推廣乘車優惠
港鐵會不定期為小童及長者乘客分別提供免費及半價乘車優惠，以上優惠只適用於乘搭機場快綫由香港、九龍或青衣站往／返機場站之車程（不適用於博覽館站，如往／返博覽館站，會被扣除機場站與博覽館站之間的正價車費），乘客只須以餘額為正數的小童／長者八達通於機場快綫車站出／入閘，即自動享有相關乘車優惠，不用前往機場快綫客務中心辦理。於優惠期內享用此乘車優惠之乘客，均不可享港鐵接駁服務（只適用於小童）及不可與其他機場快綫優惠（包括即日來回機場／博覽館回程優惠）一併使用。

## 已終止服務及車票

### 免費穿梭巴士

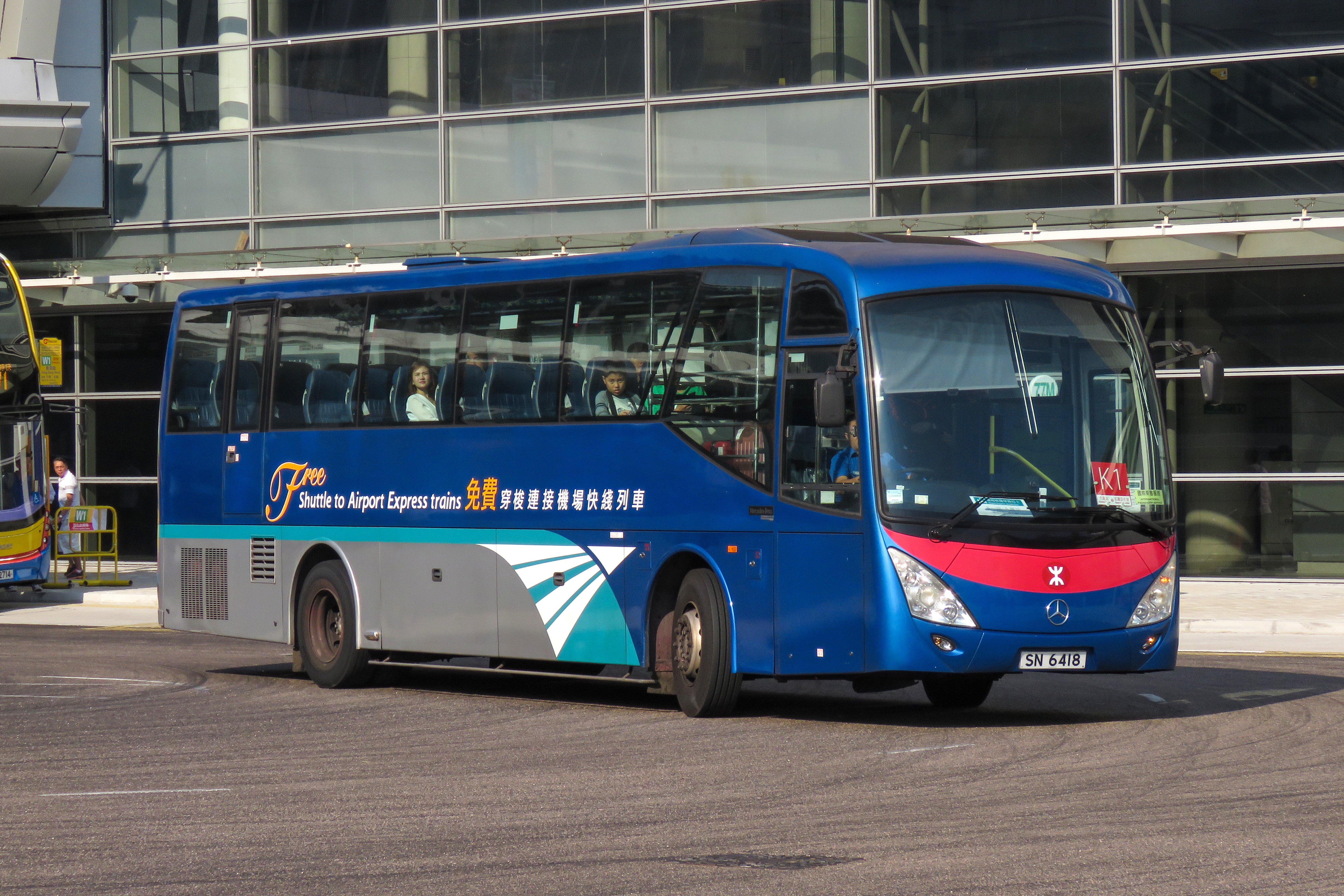
機場快綫穿梭巴士

港鐵曾經提供免費穿梭巴士由香港站及九龍站往來各間主要酒店及交通交匯點，乘客必須持有以下證明方可乘搭：
- 往香港／九龍站方向，請於上車時向司機出示

1. 往／返機場站的有效機場快綫車票
2. 當日有效的機票／登機證
3. 機場快綫車票換票券
4. 當日有效的高速鐵路車票

- 由香港／九龍站出發，請於穿梭巴士服務櫃位出示

1. 往／返機場站的有效機場快綫車票
2. 由機場站往香港／九龍站方向車程的八達通付款記錄（博覽館站不適用）
3. 當日有效的高速鐵路車票

- 車票[註 12]包括：機場快綫單程票、機場快綫即日來回票、機場快綫來回票、機場快綫團體套票、機場快綫旅遊票（須同時提供遊客身份證明）或機場快綫車票QR碼（只限往／返機場站，不適用於涉及博覽館站的車票）
- 2017年1月1日起，持有亞洲國際博覽館入場證／節目門票或使用機場員工八達通乘搭機場快綫，如沒有上述有效憑證，並不可以乘搭穿梭巴士。

有關服務在2020年6月30日終止（實際上因疫情已於4月10日起停止服務）。

### 機場快綫旅遊票
- HK$250（一程）
HK$350（兩程）
- 可供乘客於購買後180天內乘坐一程或兩程單程車程[註 13]及連續3天無限次乘搭港島綫、荃灣綫、觀塘綫、將軍澳綫、東涌綫、迪士尼綫、南港島綫、東鐵綫普通等[註 14][註 15]、屯馬綫、輕鐵及港鐵巴士（新界西北）。車票只適用於來港不多於14天及能出示有效旅遊證件證明的遊客。

有關車票在2022年11月30日停止發售。

## 列車編組

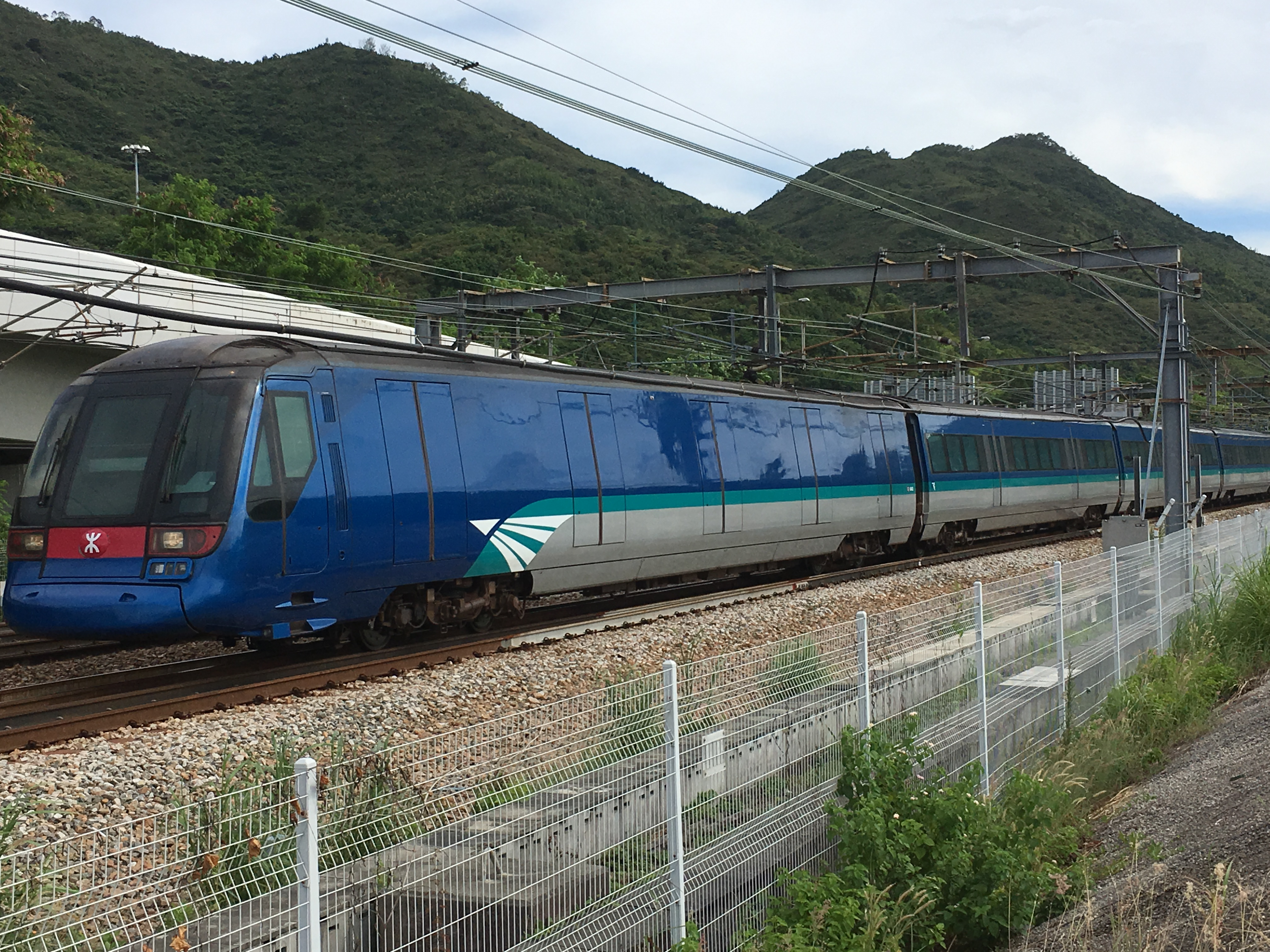
機場快綫列車

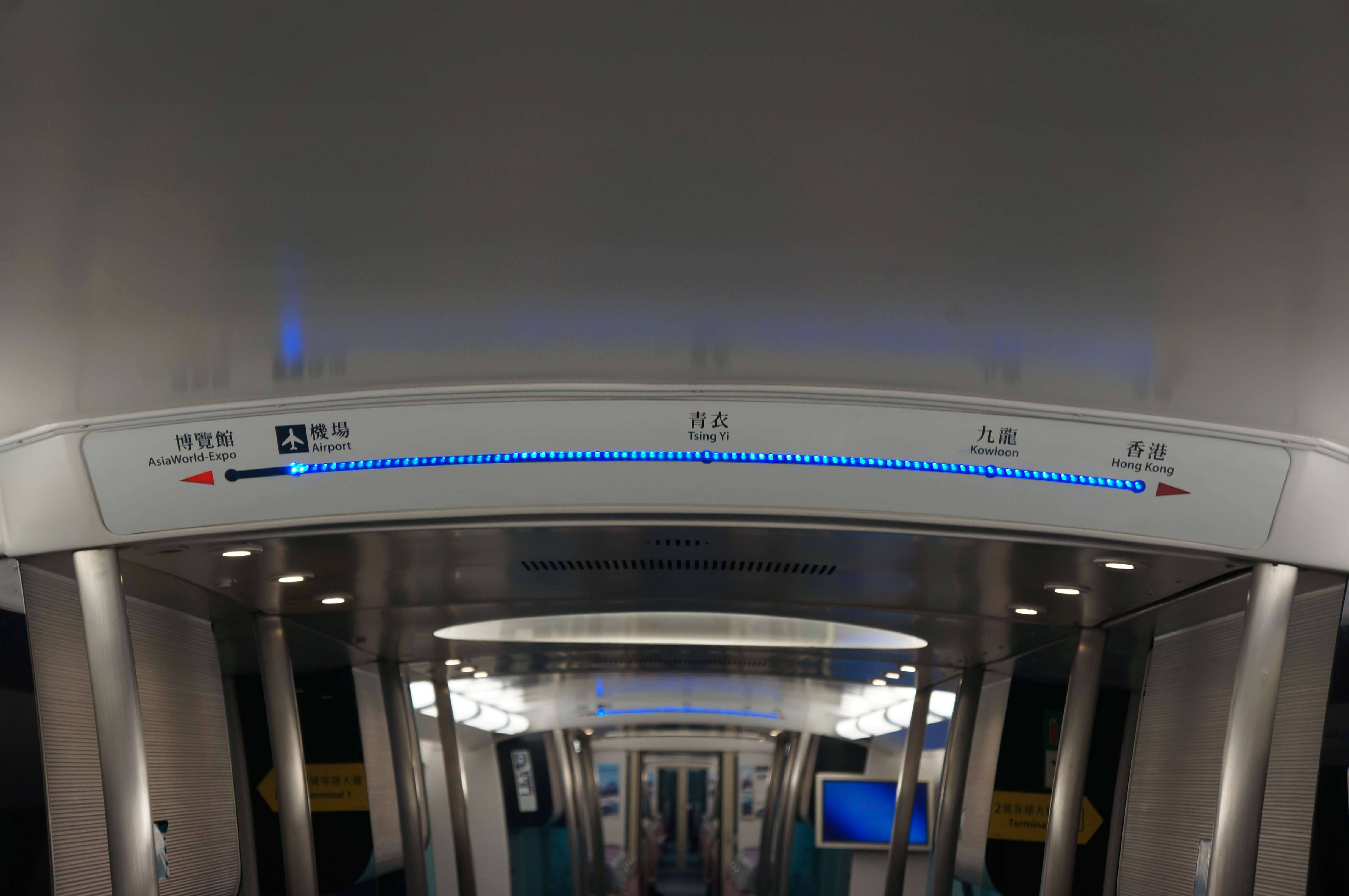
機場快綫列車車廂內的路綫圖

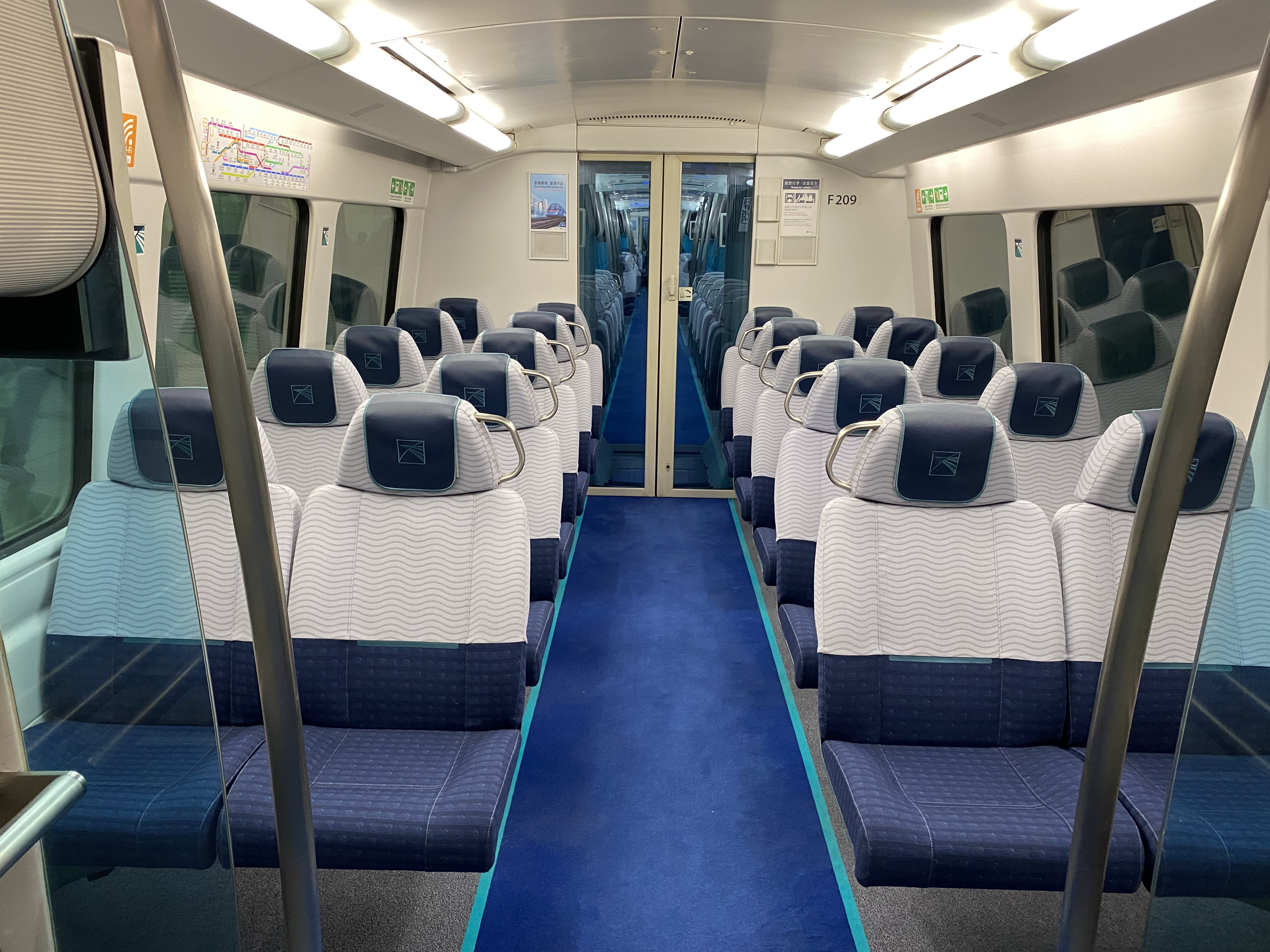
機場快綫列車車廂內部

機場快綫列車由西班牙CAF及德國Adtranz（已經被庞巴迪收購）共同製造，合共11列。每列列車共有8卡（設計最多10卡，通車初期時為7卡，後來增至8卡，往香港方向的第1卡為手推車車廂），1998年投入服務。
機場快綫與行走市區路綫的列車不同，行走機場快綫的列車經過特別設計，為客車形式建造，往香港站方向的第一卡是專為九龍站或香港站預辦登機手續的寄艙行李而設的專用車卡（此車卡不載客），每節載客車卡只設有2對上落客車門（行李卡5對行李車門），車廂內則附設行李架及60張直立椅和2張摺椅，而皮製軟座位的椅背安裝了小型電視屏幕（早期可查閱即時航班資料及旅遊資訊，幾年後則換為機場快綫形象識別及世界主要城市時間，有時甚至沒有提供資訊）。現時，所有列車已經完成翻新工程，取消椅背小型電視，在每節車廂加裝4個23吋大液晶體電視，並於椅背上裝上獨立揚聲器及設有音量掣，乘客可自行調較音量，唯列車80%座位會闢作靜音區（即除中間部分的兩成座位外均為靜音區），只能看見電視畫面及字幕。
2020年，港鐵公司向中國中車旗下的青島四方機車車輛股份有限公司訂購一批至少23列的新列車，其中至少11列是行走機場快綫，用以取代GTO-VVVF牽引系統、車身表面和結構已經逐漸老化的Adtranz-CAF電動列車；新列車投入服務後，Adtranz-CAF列車將會陸續退役並被拆解。
| 機場快綫列車車卡編組註解 | 機場快綫列車車卡編組註解   | 機場快綫列車車卡編組註解 | 機場快綫列車車卡編組註解 | 機場快綫列車車卡編組註解 | 機場快綫列車車卡編組註解 | 機場快綫列車車卡編組註解 | 機場快綫列車車卡編組註解 | 機場快綫列車車卡編組註解 | 機場快綫列車車卡編組註解 | 機場快綫列車車卡編組註解 |
| 車種                     | 註釋                       | 駕駛室                   | 電動機                   | 集電弓                   | 自動 聯結器              | 長度 (mm)                | 座位                     | 輪椅 預留位              | 數量                     |                          |
| ------------------------ | -------------------------- | ------------------------ | ------------------------ | ------------------------ | ------------------------ | ------------------------ | ------------------------ | ------------------------ | ------------------------ | ------------------------ |
| E車廂                    | 駕駛室集電弓動力客運車廂   | O                        | O                        | O                        | O                        | 24600                    | 62                       | 1                        | 11                       |                          |
| F車廂                    | 傳統動力車廂               | X                        | O                        | X                        | X                        | 22500                    | 64                       | 0                        | 22                       |                          |
| G車廂                    | 拖卡                       | X                        | X                        | X                        | O                        | 22500                    | 64                       | 0                        | 22                       |                          |
| H車廂                    | 集電弓動力車廂             | X                        | O                        | O                        | O                        | 22500                    | 64                       | 0                        | 11                       |                          |
| J車廂                    | 自動聯結動力車廂           | X                        | O                        | X                        | O                        | 22500                    | 64                       | 0                        | 11                       |                          |
| K車廂                    | 駕駛室集電弓動力手推車車廂 | O                        | O                        | O                        | O                        | 24600                    | 13個手推車或行李架       | 13個手推車或行李架       | 11                       |                          |

## 口號/標語
- 1998年7月至2003年8月：「搭機場快綫　來去如飛」
- 2003年9月至現今：「愉快就在這旅」

## 車站及接駁路綫
| 站名                           | 站名     | 轉乘路綫                                     | 所在行政區域 | 通車日期          |
| 機場快綫                       | 機場快綫 | 機場快綫                                     | 機場快綫     | 機場快綫          |
| ------------------------------ | -------- | -------------------------------------------- | ------------ | ----------------- |
|                                | 博覽館   | -                                            | 離島區       | 2005年12月20日    |
|                                | 機場     | -                                            | 離島區       | 1998年7月6日[AEL] |
|                                | 青衣     | 東涌綫                                       | 葵青區       | 1998年7月6日[AEL] |
|                                | 九龍     | 東涌綫柯士甸站：屯馬綫香港西九龍站：高速鐵路 | 油尖旺區     | 1998年7月6日[AEL] |
|                                | 香港     | 東涌綫中環站：荃灣綫 港島綫                  | 中西區       | 1998年7月6日[AEL] |
| 附註                           |          |                                              |              |                   |
| - AEL 以機場快綫啟用日期作準。 |          |                                              |              |                   |
| 论 编                          |          |                                              |              |                   |

## 問題

### 運作問題
籌劃建設機場快綫和東涌綫時，正值1990年代香港回歸前的幾年，中華人民共和國政府擔心大興土木會「耗盡香港財政儲備」，為了達到節省成本的要求，港英政府最終不得不修改設計以減少開支，故設備並非全部切合需求，設計上的問題包括：
1. 放棄兩綫四軌設計改為部份雙軌設計，會導致共用路軌上發生事故時，兩綫列車服務皆受影響。
2. 青馬大橋、馬灣高架道路和汲水門大橋，鐵路部份結構改為只容納上下行各一列列車，成為兩綫班次的樽頸，使此路段的班次，限制於每2分15秒每方向才可以有一列列車通過。
3. 訊號系統的功能有限，無法分辨機場快綫或東涌綫優先駛入後續路段，有時更令機場快綫列車未能優先駛入青馬大橋段，或需要停車等候東涌綫列車通過青馬大橋段。
4. 供電系統功力欠佳，設計令市區段（九龍至荔景段）需要限制進入的列車數量（例如機場快綫九龍站至荔景段只可有一列列車、東涌綫奧運站附近為二列、奧運至荔景隧道入口亦為二列，全部以單向計算），否則會因為用電量過大而發生意外。東涌綫在該段以3.5分鐘一班行駛時，甚至會動用所有備用的電流變壓器；即班次不可再提升至密於3.5分鐘一班，如有必要提升班次亦需先進行電力工程。

## 外部連結
- 港鐵—機場快綫
- 香港國際機場—交通—機場快綫 （页面存档备份，存于）
- 香港鐵路大典上的相关条目：機場快綫